# Philogenia boliviana
Philogenia boliviana – gatunek ważki z rodziny Philogeniidae. Występuje na terenie Ameryki Południowej.